# 酒井通温
酒井通温（さかい みちはる、1912年（大正元年）9月23日）- 1997年（平成9年）1月2日）は、日本の囲碁棋士。三宅一夫七段門下、日本棋院所属、九段。本名保一。王冠戦優勝2回、本因坊戦リーグ入りなど。日本棋院中部総本部に所属、棋士会長を長く務めるなど、中京碁界の重鎮としてその隆盛に貢献した。酒井四兄弟の康雄、利雄、義允の長兄。酒井栄男七段は実子。

## 経歴
愛知県岡崎市に生まれる。1924年に名古屋在住の三宅一夫に入門。1927年入段。1932年四段。1940年五段。1948年、日本棋院東海支部から改称した東海本部に所属し、第5期本因坊戦の関西予選五段級に出場、炭野武司、窪内秀知、瀬川良雄、染谷一雄と連勝して「東海の鬼」と呼ばれた。同年六段。1952年第8期本因坊戦リーグ入り。1953年第1期王冠戦優勝、57年第3期優勝。1958年七段。1961年八段。1983年現役引退、九段。1985年、引退棋士による棋戦、第1期シニア棋戦準優勝。1997年、名古屋市の病院で死去。
受賞等
- 1976年 大倉賞
- 1979年 土川賞
- 1983年 勲四等瑞宝章

## 兄弟

### 酒井康雄
酒井康雄（さかい やすお、1914年（大正3年）11月17日 - 1989年（平成元年）5月10日）は、酒井通温の次弟で、日本棋院中部総本部所属、八段。愛知県岡崎市出身。1929年に三宅一夫に入門、1942年入段。1963年六段。1960年に約3か月間、アメリカで囲碁普及を行い、その功績で1961年に中部総本部から賞と感謝状を受ける。1970年、文化映画『碁』制作、公開。1979年大倉賞受賞。1981年土川賞受賞。全日本学生囲碁連盟副会長、名古屋囲碁席組合理事長などを務め、名古屋ライオンズクラブ会員。門下に稲垣弘一、西条雅孝、水野一郎、加納一夫。

### 酒井利雄
酒井利雄（さかい としお、1919年（大正8年）9月7日 - 1983年（昭和58年）3月22日）は、酒井通温の三弟で、日本棋院中部総本部所属、八段。愛知県岡崎市出身。1935年に安永一に師事し、日本棋院院生となる。1946年入段。1970年六段。1977年第1回土川賞受賞。中部総本部理事を務めた。1983年死去、名誉七段。門下に馬場滋、広江勝彦、奥村英夫、明戸和巳、山下克久、伊藤庸二、彦坂直人、池崎世典、奥村英夫。

### 酒井義允
酒井義允（さかい よしみつ、1931年（昭和6年）8月23日 - 2021年（令和3年）6月27日 ）は、酒井通温の四弟で、日本棋院中部総本部所属、七段。愛知県出身。1946年に酒井康雄に入門、1950年入段。1963年、日本棋院東海本部の春期、秋期大手合で優勝、二段昇段。1966年四段。1977年引退、五段。1980年第1回普及功労賞受賞。1984年土川賞受賞。2000年豊田文化功労賞受賞。トヨタ&デンソー杯囲碁世界王座戦創設に尽力。2002年七段。2006年大倉喜七郎賞受賞。名古屋囲碁席組合理事長、東海囲碁普及会代表、2002年から05年まで日本棋院常務理事を勤めた。　